# Bordón
Bordón ist eine Gemeinde in der Provinz Teruel in der Autonomen Region Aragón in Spanien. Sie liegt in der Comarca Maestrazgo. 2024 hatte die Gemeinde 113 Einwohner.

## Lage
Bordón liegt etwa 75 Kilometer (Luftlinie) in nordöstlicher Richtung von der Provinzhauptstadt Teruel und etwa 95 Kilometer (Luftlinie) südsüdöstlich von Saragossa in einer Höhe von ca. 830 m.

## Bevölkerungsentwicklung
| Jahr      | 1970 | 1981 | 1991 | 2001 | 2011 | 2021 |
| Einwohner | 266  | 156  | 142  | 138  | 128  | 116  |

Die Mechanisierung der Landwirtschaft sowie die Aufgabe bäuerlicher Kleinbetriebe und der daraus resultierende Verlust an Arbeitsplätzen haben seit der Mitte des 20. Jahrhunderts zu einer Landflucht geführt.

## Sehenswürdigkeiten

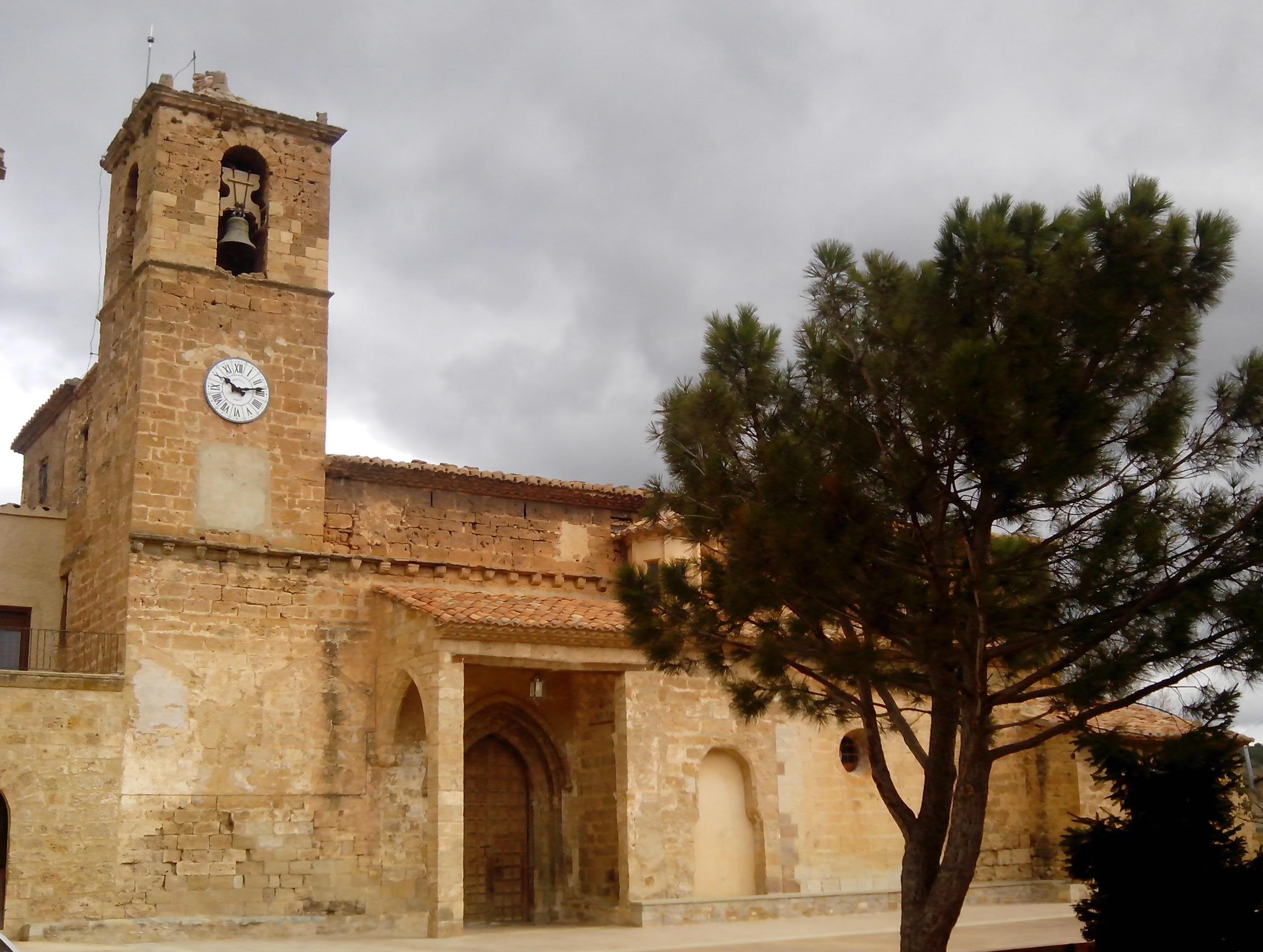
Marienkirche

- Marienkirche